# Ди Пьетро, Анджело
Анджело Ди Пьетро (итал. Angelo Di Pietro; 22 мая 1828, Виваро-Романо, Папская область — 5 декабря 1914, Рим, королевство Италия) — итальянский куриальный кардинал и папский дипломат. Титулярный епископ Ниссы и суффраган Веллетри с 25 июня 1866 по 28 декабря 1877. Титулярный архиепископ Назианза с 28 декабря 1877 по 16 января 1893. Апостольский делегат и чрезвычайный легат в Аргентине, Парагвае и Уругвае с 18 января 1878 по 30 сентября 1879. Апостольский нунций в Бразилии с 30 сентября 1879 по 21 марта 1882. Апостольский нунций в Баварии с 21 марта 1882 по 23 мая 1887. Апостольский нунций в Испании с 23 мая 1887 по 16 января 1893. Префект Священной Конгрегации Собора с 20 июня 1893 по 20 июля 1902. Камерленго Священной Коллегии Кардиналов с 18 марта 1895 по 1896. Префект Священной Конгрегации по делам епископов и монашествующих с 20 июля по 27 ноября 1902. Апостольский про-датарий с 27 ноября 1902 по 29 июня 1908. Апостольский датарий с 29 июня 1908 по 5 декабря 1914. Кардинал-священник с 16 января 1893, с титулом церкви Сант-Алессио с 15 июня 1893 по 22 июня 1903. Кардинал-священник с титулом церкви Сан-Лоренцо-ин-Лучина с 22 июня 1903.